# James Venable (Ku-Klux-Klan-Mitglied)
James R. Venable (* 15. Januar 1901 in Stone Mountain, Georgia; † 18. Januar 1993 in Lawrenceville, Georgia) war ein US-amerikanischer Anwalt und fast 40 Jahre lang der Imperial Wizard der National Knights of the Ku Klux Klan (NKKKK).

## Leben
James Venable wuchs in Stone Mountain, Georgia auf, wo er einen Großteil seines Lebens verbrachte. Seinen Vorfahren gehörte der Stone Mountain in Georgia, der ab 1915 als Kultstätte des Ku-Klux-Klan bekannt wurde. Venable selbst trat dem Klan mit 22 Jahren bei und war in verschiedenen Klaverns aktiv. Nach einem Jurastudium wurde er Anwalt und von 1946 bis 1949 war er Bürgermeister von Stone Mountain.
Ab 1961 vertrat er als „Legal Klonsul“ die Belange der United Klans of America (UKA), von denen er sich im Streit mit ihrem Imperial Wizard Robert Shelton trennte. Stattdessen gründete er 1963 die National Knights of the Ku Klux Klan, zu deren Imperial Wizard auf Lebenszeit er sich selbst ernannte. Er führte den Klan bis zu seiner Hochzeit 1975 als stärksten Konkurrenten der UKA an. Durch die Nutzungsrechte am Stone Mountain konnte er verschiedene Rallies organisieren, bei denen verschiedene Klans anwesend waren. Ende der 1970er neigte sich der Erfolg seines Klans dem Ende zu, da militantere und aggressivere rechtsextreme Gruppierungen wie die Aryan Nations an Einfluss gewannen. Trotz seiner rassistischen Gesinnung vertrat Venable als Anwalt vor Gericht auch Schwarze und erreichte in vielen Fällen auch Freisprüche. Ein Großteil seiner Klienten setzte sich jedoch aus rechtsextremen und rassistischen Gewalttätern zusammen.
Venable gab 1987 die Führung des Klans ab, blieb jedoch bis kurz vor seinem Tod Imperial Wizard. Er ernannte 1993 Railton Loy (Pseudonym „Ray Larsen“) zu seinem Nachfolger. Am 18. Januar 1993 starb Venable, der an Alzheimer, Krebs und einem Lungenleiden erkrankt war, in einem Altersheim in Lawrenceville.